# Gangster's Paradise: Jerusalema
Gangster's Paradise: Jerusalema, titulada originalmente Jerusalema, es una película sudafricana de 2008 escrita y dirigida por Ralph Ziman. Fue presentada en los Premios Óscar para ser nominada en la categoría de mejor película de habla no inglesa. Pese a su recepción crítica generalmente positiva, se convirtió en un fracaso de taquilla, recaudando sólo 400.000 dólares frente a un presupuesto de producción de dos millones de dólares.

## Sinopsis
La película se centra en la vida de Lucky Kunene en la Sudáfrica posterior al apartheid. El filme cubre toda la historia de su ascenso, desde que era un ladrón de poca monta hasta que ingresa en el peligroso mundo del tráfico de drogas y finalmente se ve envuelto en turbios negocios inmobiliarios.

## Reparto
- Rapulana Seiphemo como Lucky Kunene
- Ronnie Nyakale como Zakes Mbolelo
- Jeffrey Zekele como Nazaret
- Robert Hobbs como el detective Blakkie Swart
- Leah Friedlander como Shelly Meskin
- Malusi Skenjana como Tony Ngu
- Mzwandile Ngubeni como Young Bull
- Eugene Wanangwa Khumbanyiwa como el traficante de drogas
- Jafta Mamabolo como Lucky en su adolescencia
- Thembsie Matu como el usurero

Fuente:

## Producción

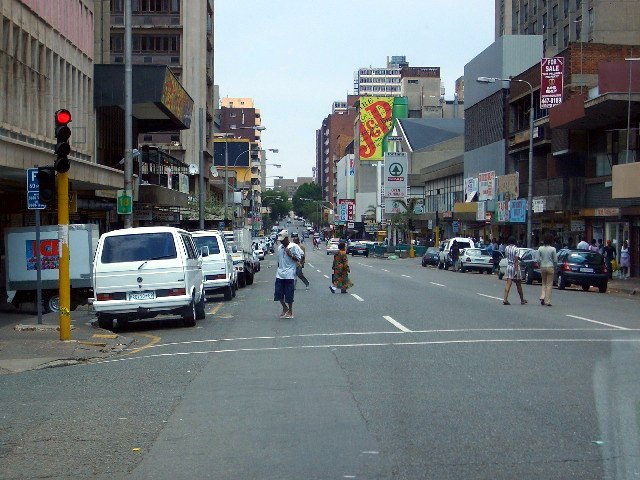
El barrio de Hillbrow, en Johannesburgo, sirve como escenario del filme

El filme se basa en la historia de Lucky Kunene, un personaje del hampa que en los años 1990 se hizo con propiedades inmobiliarias en el barrio de Hillbrow de Johannesburgo. El guionista y director Ralph Ziman conoció esta historia y comenzó a realizar investigaciones, entrevistando a periodistas, policías, trabajadores sociales y abogados y descubriendo que esta práctica era habitual en la época. Sobre la película y su título, afirmó que «quería que Jerusalema presentara una visión dura pero realista de Johannesburgo, pero también quería reflejar las esperanzas y aspiraciones de sus ciudadanos. Cuando miras Hillbrow desde la distancia, parece esa ciudad brillante sobre una colina, la Nueva Jerusalén que será nuestra salvación, pero cuando te adentras en sus calles, encuentras otra historia». El director también utilizó el himno africano «Jerusalema» a lo largo de la película, afirmando que: «puede parecer bastante cínico, pero también subraya un sentido continuo de esperanza». Ziman también trató de relacionar la ola de crímenes con los cambios políticos que se estaban produciendo en Sudáfrica al momento de su rodaje.
El productor Tendeka Matatu manifestó que los personajes se basaron en bocetos de su investigación para la película. Añadió: «Durante la investigación del guión nos encontramos con muchos veteranos del Umkhonto we Sizwe que viven al borde de la pobreza y que, tras luchar por una vida mejor para todos, ahora se sienten traicionados».
La producción de Jerusalema fue difícil porque el equipo de producción luchó por encontrar un presupuesto cuando la Fundación Nacional de Cine y Vídeo de Sudáfrica no quiso invertir en su proyecto. Después de lograr una financiación austera, Ziman reflexionó que el presupuesto era menor que el de los vídeos musicales que había dirigido. Sobre esta experiencia, el cineasta comentó: «Usamos cámaras de tecnología antigua para filmar. Redujimos el equipo, pero no creo que nadie que vea la película se entere de ello».

## Lanzamiento
El equipo de producción del filme intentó inicialmente distribuir la película en las salas de cine a través de la cadena sudafricana Ster-Kinekor, pero como los realizadores querían conservar los derechos para su estreno en DVD y televisión, la compañía decidió no apoyarlos. En su lugar, encontraron el respaldo de Metro FM y de la Comisión Cinematográfica de Gauteng, que les ayudaron con la publicidad, incluyendo un estreno en Berlín. Jerusalema se estrenó en el Festival Internacional de Cine de Berlín el 11 de febrero de 2008, y llegó a los cines sudafricanos el 29 de agosto de 2008, con una recepción generalmente positiva de crítica y público.
Jerusalema recaudó algo más de 400.000 dólares en catorce cines en el transcurso de un mes, una cifra muy inferior a sus costos de producción y desarrollo. Fue presentada a los Premios Óscar para ser considerada como candidata a la mejor película de habla no inglesa. Se esperaba que sucediera a Tsotsi como próxima aspirante sudafricana al premio, pero la película de Ziman no fue seleccionada.

## Recepción
En el portal especializado Rotten Tomatoes, Jerusalema cuenta actualmente con una aprobación crítica del 77 % y del público del 78 %. Robert McKay, del periódico sudafricano The Times, se refirió de la siguiente manera al filme: «Habiendo eludido la carga de las pesadas lecciones del apartheid en favor del tráfico de drogas, los tiroteos y los robos a mano armada, Jerusalema es tan rápida y devastadora como un golpe». En cuanto a la dirección, afirmó: «La amplia experiencia de Ziman como director de vídeos musicales hace que Jerusalema crezca con energía». Trever Johnston de Time Out argumentó: «El guionista y director Ralph Ziman lo une todo con una competencia hábil, pero dado que el protagonista Rapulana Seiphemo hace una línea persuasiva en la ambigüedad moral, es decepcionante que los procedimientos con demasiada frecuencia se conviertan en un tiroteo simplista en lugar de profundizar en el momento histórico».
Andrea Hubert del portal NME aseguró que el filme «cuenta una historia real que es tan abrasiva como edificante, desprende las nociones preconcebidas de lo correcto y lo incorrecto, y ofrece, en cambio, la posibilidad de interpretar formas en las que el crimen podría ser, de hecho, la decisión correcta». Por su parte, Robert Abele de Los Angeles Times la comparó con producciones destacadas como Goodfellas, Scarface y Ciudad de Dios, y afirmó que Ralph Ziman «merece un espaldarazo por su visión de la empresa privada después del apartheid, cuando un hombre brillante y luchador como Lucky Kunene puede aprender a pasar de secuestrar coches en Soweto a secuestrar viviendas de Johannesburgo de propietarios blancos negligentes».

## Controversia
La asociación Umkhonto we Sizwe criticó la película por su imagen de los veteranos militares. Su presidente nacional, Kebby Maphatsoe, manifestó: «El insulto es doloroso, ya que no ofrece al pueblo de Sudáfrica y a nuestros hijos la oportunidad de conocer la verdad sobre su historia». La Iglesia Congregacional Unida de Sudáfrica criticó la película por su título, basado en la ciudad santa de Jerusalén, donde la película retrata un submundo criminal. La Iglesia Evangélica Luterana del país también rechazó que se utilizara el término bíblico de Nazaret para darle nombre a un gánster.